# Semanopterus tricostatus
Semanopterus tricostatus är en skalbaggsart som beskrevs av Blackburn 1896. Semanopterus tricostatus ingår i släktet Semanopterus och familjen Dynastidae. Inga underarter finns listade i Catalogue of Life.